# 海姆斯凯尔克
海姆斯凯尔克（荷兰语：Heemskerk）是荷蘭的一個市镇和城市，在行政區劃上屬於北荷蘭省。這個城鎮在中世紀時期就已經廣為人知，歷史上多次經歷戰爭。當地有市政廳等著名建築。

## 外部連結
- 维基共享资源上的相關多媒體資源：海姆斯凯尔克

- Official website （页面存档备份，存于）